# 1950 au Yukon
Chronologie du Yukon
- 1946
- 1947
- 1948
- 1949
- 1950
- 1951
- 1952
- 1953
- 1954

Cette page concerne des événements d'actualité qui se sont produits durant l'année 1950 dans le territoire canadien du Yukon.

## Politique
- Commissaire : John Edward Gibben (en) (jusqu'au 15 août) puis Andrew Harold Gibson (en)
- Législature : 15e

## Événements
- H. Gordon Armstrong (en) devient le premier maire de White-Horse.
- Ouverture de la route Atlin Road.
- 26 janvier : disparition d'un appareil Douglas C-54D (en).

## Naissances
- Murray Lundberg (d), écrivain.
- 31 juillet : Arthur Mitchell, chef du Parti libéral du Yukon et député territoriale de Copperbelt (2005-2011).
- 8 novembre : Dennis Fentie, premier ministre du Yukon († 30 août 2019)

## Décès
- 30 mai : George A. Jeckell, commissaire de l'or et chef exécutif du Yukon (º 25 juillet 1880)